# Recital sinfónico '86
El Recital sinfónico '86 fue un recital a beneficio de la Fundación "Convivir" de Les Luthiers, junto a la Orquesta Sinfónica del Teatro Colón dirigida por Carlos López Puccio. Se representó por única vez el lunes, 11 de agosto de 1986 en Teatro Colón (Buenos Aires, Argentina).
Un dato interesante fue que tuvieron que hacer un cambio en la obra "Las majas del bergantín". Por aquel entonces, el presidente de Argentina era Raúl Alfonsín, y este les había comunicado que iba a presenciar el show en el teatro Colón. Los Luthiers dieron la voz de alarma y, para no generar malos pensamientos, se le cambió el nombre al pirata de la obra por Fermín. Igualmente, Ernesto Acher, que hacía de capitán, no pudo recordar el cambio y se le escapó un pequeño "Idos con el pirata Raaa.... Fermín" (el nombre original del pirata era Raúl).
Este show es también recordado por sus famosas 4 obras fuera de programa, cosa nunca antes repetida.
Este también es el último show en el que participa Ernesto Acher.

## Créditos y elenco

### Les Luthiers
- Ernesto Acher
- Carlos López Puccio
- Jorge Maronna
- Marcos Mundstock
- Carlos Núñez Cortés
- Daniel Rabinovich

### Luthier de Les Luthiers
- Carlos Iraldi

### Colaborador creativo
- Roberto Fontanarrosa

### Iluminación y dispositivo escénico
- Ernesto Diz

### Coordinación técnica
- Francesco Poletti

### Sonido
- Eduardo "Ekuar" Guedes
- Oscar Amante

### Gerente
- Rubén Scarone

### Colaboradores de escena
- Daniel Aisenberg
- Luis Barba
- Oscar Rodríguez

### Asistente
- Jorge Coiman

### Textos, música y arreglos
- Les Luthiers

## Programa
- Truthful Lulu pulls thru zulus (Blus)
- Cuarteto op. 44 (Cuarteto para quinteto)
- Kathy, la reina del saloon (Música de cine mudo)
- El poeta y el eco (Canción...ón...ón)
- Recitado gauchesco (Aires de manguera)
- Añoralgias (Zamba catástrofe)
- Concerto grosso alla rustica (Concerto grosso)
- Concierto de Mpkstroff (Concierto para piano y orquesta)
- Las majas del bergantín (Zarzuela náutica)

Nota: en las últimas tres obras, Les Luthiers contó con la participación de la Orquesta Sinfónica del Teatro Colón.

### Fuera de programa
- La bella y graciosa moza marchose a lavar la ropa (Madrigal)
- Lazy Daisy (Hall music)
- Bolero de los celos (Trío pecaminoso)
- Teorema de Thales (Divertimento matemático)

### Curiosidad
- En la obra Truthful Lulu Pulls thru Zulús , ya que era la obertura del recital, se le omitió el texto introductorio realizado por Marcos Mundstock. El recital se iniciaba inmediatamente con el blues instrumental.

- Datos: Q6102719